# لويس إمانويل
لويس إمانويل (بالإنجليزية: Lewis Emanuel)‏ (4 أكتوبر 1983 ببرادفورد في المملكة المتحدة - ) هو لاعب كرة قدم بريطاني في مركز الدفاع. شارك مع Republic of Ireland national football B team ‏. أما مع النوادي، فقد لعب مع برادفورد سيتي ونادي برينتفورد ونادي لوتون تاون.

## وصلات خارجية
- لويس إمانويل على موقع قاعدة بيانات كرة القدم.إي يو (الإنجليزية)
- لويس إمانويل على موقع Soccerbase.com (لاعب) (الإنجليزية)